# Litsea sulitii
Litsea sulitii är en lagerväxtart som beskrevs av André Joseph Guillaume Henri Kostermans. Litsea sulitii ingår i släktet Litsea och familjen lagerväxter. Inga underarter finns listade i Catalogue of Life.